# Konfederacja Pracowników Państwowych i Miejskich Islandii
Konfederacja Pracowników Państwowych i Miejskich Islandii (isl. Bandalag starfsmanna ríkis og bæja, BSRB) – centrala związkowa działająca na terenie Islandii. Jest największą federacją związków zawodowych zrzeszających pracowników publicznych w Islandii.
ASÍ jest stowarzyszona z Międzynarodową Konfederacją Związków Zawodowych (ITUC), Europejską Konfederacją Związków Zawodowych (ETUC), Radą Nordyckich Związków Zawodowych (NFS) i Public Services International. 

## Historia
BSRB została założona 14 lutego 1942 w Reykjaviku przez czternaście związków zawodowych, zrezeszających wówczas 1550 pracowników. Powodem ich połączenia były rosnące od 1939 koszty życia, co stanowiło efekt trwającej II wojny światowej. Dyskusja o potrzebie federacji zaczęła się już latem 1939. Duży krok na tej drodze został zrobiony 28 stycznia 1941, kiedy powołano organ przedstawicieli pracowników sektora publicznego. Jego rolą było forsowanie wspólnych żądań związkowych i przygotowanie założenia federacji. 
W 1976 BSRB uzyskało prawo do strajku w związku z zawarciem głównego układu zbiorowego pracy. Federacja dwukrotnie zorganizowała strajk generalny, w 1977 i 1984. 
W 2024 BSRB zrzeszało 19 związków zawodowych, które liczyły łącznie 23 000 pracowników. 